# Peter Gorsen
Peter Gorsen (* 16. listopadu 1933, Gdaňsk, Polsko - 9. listopadu 2017, Vídeň, Rakousko) byl rakouský kunsthistorik.

## Životopis
Studoval na frankfurtské univerzitě filozofii, psychologii a dějiny umění. V roce 1965 promoval na doktora u Adorna a Habermase. Poté na univerzitě vyučoval sociologii a literaturu.

V období 1973 až 1976 byl docentem umění a vizuální komunikace na gießenské univerzitě. Od roku 1977 až do definitivy 30. září 2002 vyučoval dějiny umění ve Vídni. Zde také v období [1996] až 1998 vedl Muzeologický institut.

## Aktivity
Od roku 1980 prováděl interdisciplinární výzkum a výuku na objemné téma Umění a nemoc. Jeho práce navazuje na tradici hermeneutiky (Raymond Klibansky, Erwin Panofsky a Fritz Saxl). Speciálně se zaměřuje na historii psychologie, estetiku, psychiatrii a Art brut. Rozpoznal a popsal Wiener Aktionismus. V roce 2010 mu byla udělena medaile Hanse Prinzhorna.

## Dílo (výběr)
- Friedrich Schröder-Sonnenstern. Eine Interpretation. Sydow-Zirkwitz, Frankfurt nad Mohanem 1962.
- Zur Phänomenologie des Bewußtseinsstroms. Bergson, Dilthey, Husserl, Simmel und die Lebensphilosophischen Antinomien. (dizertace univerzita Frankfurt). Bouvier, Bonn 1966.
- Das Prinzip Obszön. Kunst, Pornographie und Gesellschaft. Rowohlt, Reinbek 1969.
- Sexualästhetik. Zur bürgerlichen Rezeption von Obszönität und Pornographie. (věnováno Hansi Giesemu). Rowohlt, Reinbek 1972 ISBN 3-499-25007-1
- Kunst und Krankheit. Metamorphosen der ästhetischen Einbildungskraft. Europäische Verlagsanstalt, Frankfurt nad Mohanem 1980.
- Transformierte Alltäglichkeit oder Transzendenz der Kunst. Syndikat, Frankfurt nad Mohanem 1981 ISBN 3-434-00466-1
- Salvador Dalí, der kritische Paranoiker. Europäische Verlagsanstalt, Frankfurt nad Mohanem 1983.
- Von Chaos und Ordnung der Seele. Ein interdisziplinärer Dialog über Psychiatrie und moderne Kunst. (spoluautor Otto Benkert). Springer, Berlín et al. 1990.
- Attersee - Werkverzeichnis 1963-1994. Residenz, Salzburg 1994.
- Karl Junker 1850-1912. Das Haus in Lemgo. v: Ingried Brugger, Peter Gorsen, Klaus Albrecht Schröder: Kunst & Wahn. DuMont, Kolín. 1997. S. 283-289 ISBN 3-7701-4274-8
- Jenseits der Anatomie. Marionette und Übermensch im Werk von Kleist und Bellmer. Heilbronn, 2001.
- Gottfried Helnwein, Der Künstler als Aggressor und vermaledeiter Moralist. Albertina, Vídeň, Ausstellungskatalog, 1985 [3]
- Zur Problematik der Archetypen in der Kunstgeschichte. Carl Gustav Jung und Aby Warburg. v: Kunstforum international Bd. 127/1994, S. 238-249.
- Der Eintritt des Mediumismus in die Kunstgeschichte. In: The Message. Kunst und Okkultismus. Claudia Dichter, Hans Günter Golinski, Michael Krajewski, Susanne Zander. König, Köln 2007, S. 17-32. ISBN 978-3-86560-342-5
- Das Nachleben des Wiener Aktionismus. Interpretationen und Einlassungen seit 1969. Ritter, Klagenfurt 2008 ISBN 978-3-85415-419-8